# Instituto Cubano de Radio y Televisión
Koordinaten: 23° 8′ 25″ N, 82° 22′ 58″ W
Der Instituto Cubano de Radio y Televisión (ICRT) war ab 1976 die staatliche Rundfunkanstalt Kubas und wurde 2021 vom Instituto de Información y Comunicación Social (ICS) abgelöst.

## Geschichte
Das Rundfunkzeitalter begann in Kuba bereits 1922 mit der Station PWX. Kuba folgte zunächst dem US-amerikanischen Modell, und es entstanden mehrere landesweite Radio-Ketten, darunter Circuito CMQ (das ehemalige PWX), RHC-Cadena Azul (CMCY; ab 1954 Circuito Nacional Cubano, CMW), Union Radio (CMCF) und Cadena Oriental de Radio (CMCI). Das Fernsehen startete auf Kuba 1950; auch hier war CMQ bald der Spitzenreiter. Nach der kubanischen Revolution wurde am 24. Mai 1962 der Instituto Cubano de Radiodifusión (ICR) als staatliche Rundfunkanstalt für Kuba gegründet, 1976 umbenannt in Instituto Cubano de Radio y Televisión (ICRT).
Unter seiner Leitung fortgeführt wurden im Hörfunkbereich (Radio Cubana) landesweit CMQ als Radio Liberación, Radio Progreso (gegründet 1929, CMBC), Radio Reloj (1947, CMCB), CMBF Radio Musical Nacional (1948; Tochter von CMQ) und das seit 1958 von der Bewegung des 26. Juli als Untergrundsender betriebene Radio Rebelde, ebenso der Auslandsdienst Radio Habana Cuba (seit 1961). Neu hinzu kam noch 1962 Radio Enciclopedia. 1984 ging Radio Liberación in Radio Rebelde auf. 1985 begann Radio Taíno (ursprünglich als Antwort auf das US-amerikanische Radio Martí). 2018 gibt es 99 Radioprogramme: 6 landesweite, 19 Provinz- und 73 Lokalprogramme sowie den Auslandsdienst.
Im Fernsehbereich (Televisión Cubana, TVC) wurde CMQ als Canal 6 fortgeführt und 1988 in Cubavisión umbenannt. Neu entstanden Tele Rebelde (1968), Cubavisión Internacional (1986), Canal Educativo (2002/04), Multivisión (2008), Canal Clave (2013) und Canal Caribe (2017).

ICRT-Logo[6] 1992–2006
ICRT-Logo 2006–2021
ICS-Logo seit 2021